# Neobulgaria pura
Neobulgaria pura är en svampart. Neobulgaria pura ingår i släktet Neobulgaria och familjen Helotiaceae.

## Underarter
Arten delas in i följande underarter:
- foliacea
- pura

## Källor

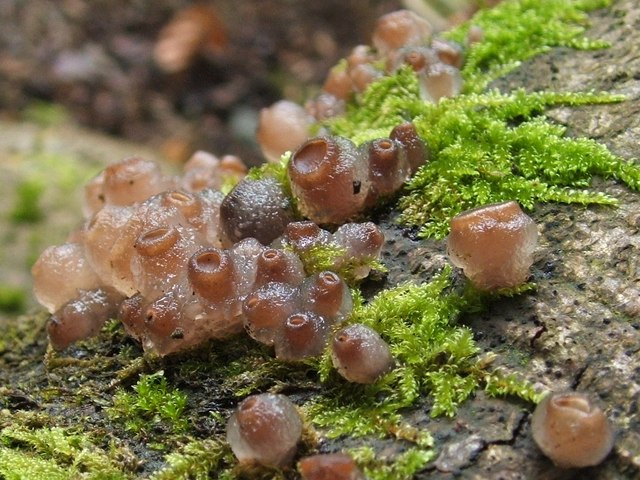
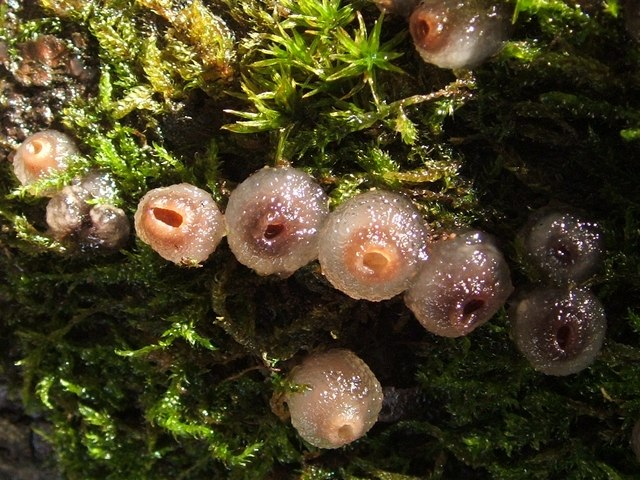
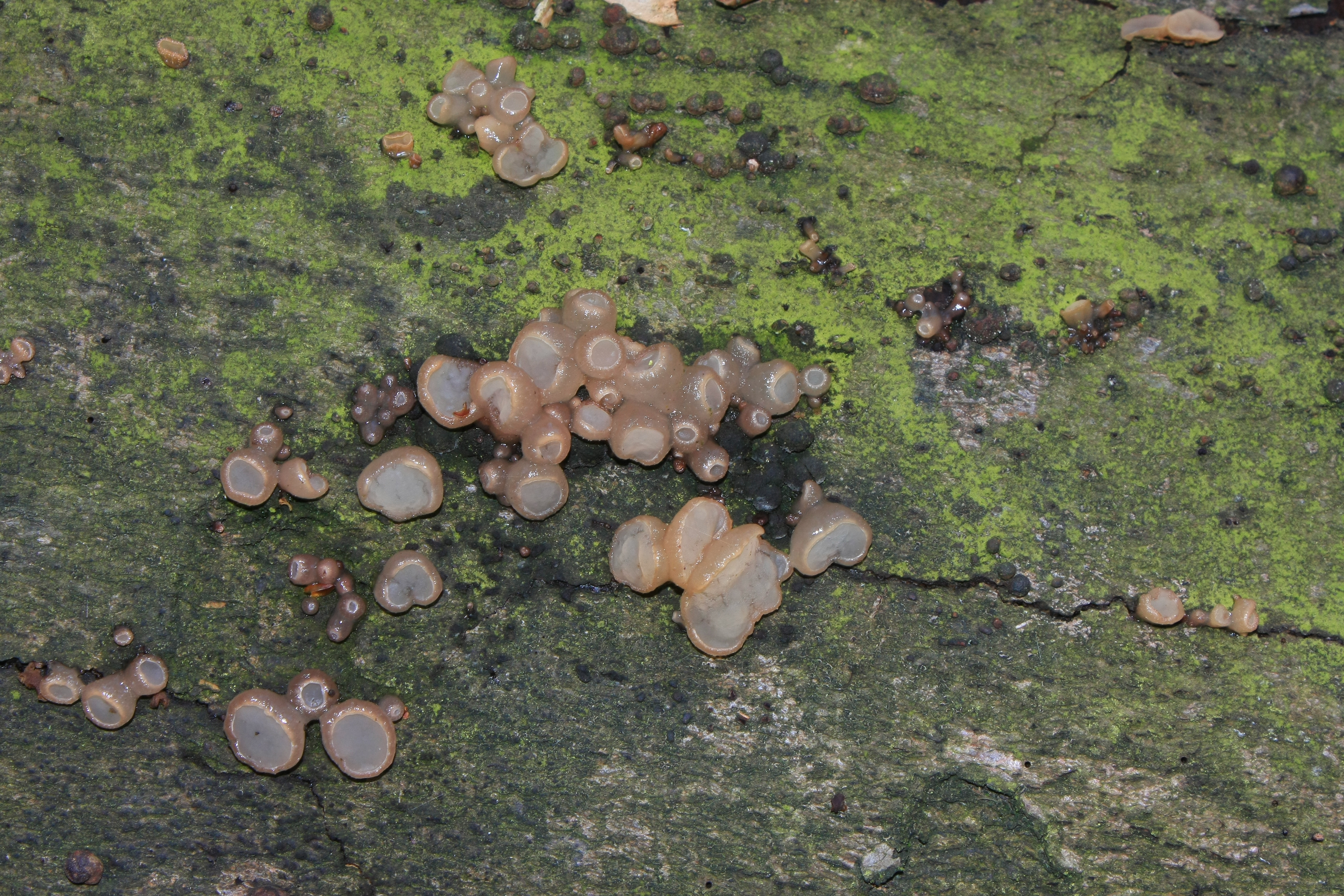
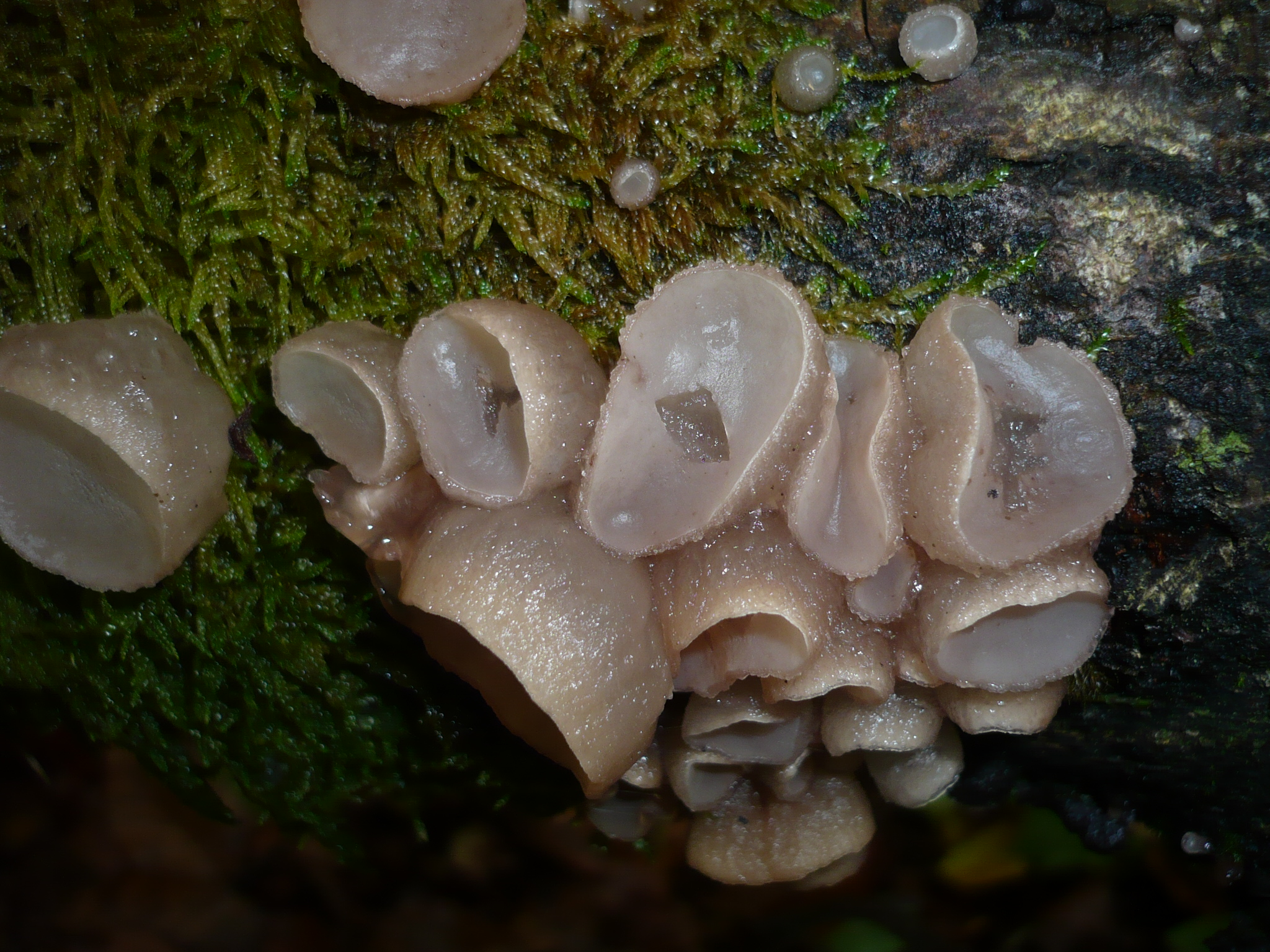